# Necydalis formosana
Necydalis formosana là một loài bọ cánh cứng trong họ Cerambycidae.